# Hey, Soul Sister
Singles de Train
Am I Reaching You Now
(2006) If It's Love
(2010)
Hey, Soul Sister est une chanson du groupe de rock américain Train, écrite par Patrick Monahan (le chanteur du groupe), Amund Bjørklund, et Espen Lind. Elle est sortie comme le premier single du cinquième album studio du groupe, Save Me San Francisco. Le titre a atteint la troisième place du classement du Billboard Hot 100 et est la chanson de Train la mieux classée à ce jour. Elle est également le single du groupe qui a eu le plus de succès puisqu'il a atteint la première place des classements dans seize pays. Le 6 janvier 2011, il s'en était vendu cinq millions d'exemplaires numériques aux États-Unis. À ce jour, elle est la 14e chanson la plus téléchargée de l'histoire, la chanson la plus téléchargée de tous les temps pour Columbia Records, la chanson la mieux vendue sur iTunes en 2010 et la deuxième chanson la mieux vendue aux États-Unis en 2010. Le single a reçu quatre disques de platine par la RIAA le 14 juillet 2011, tandis que la version live a remporté, elle, un Grammy Award lors de la 53e cérémonie des Grammy Awards alors qu'elle n'était pas éligible dans les quatre catégories principales.

## Genèse
Après avoir collaboré avec le duo de producteurs norvégiens Espionage (Espen Lind et Amund Bjørklund) dans l'écriture et l’enregistrement du titre Brick by Brick, le chanteur de Train, Pat Monahan, a décidé d'enregistrer un autre morceau avec le duo.

« J'ai dit, « Je voulais écrire une chanson dans le genre d'INXS. Donc, ils ont commencé à jouer une chanson dans le genre d'INXS, et j'ai écrit la chanson Hey, Soul Sister sur ça et les mélodies et j'ai commencé à chanter dessus ». Et j'ai dit, « Mec, je trouve juste que ça ne sonne pas terrible. » »

— (Pat Monahan qui voulait écrire une chanson dans le genre d'INXS).

« Un des gars, Espen, qui est une immense star en Norvège, ramassa un ukulélé, et dit « Hey, pourquoi pas comme ça ? » Je lui dis, « Tu plaisantes ?! » Et ça a fait la différence. Ça fait danser mes mots. Ca donne un sens. Ces paroles étaient destinées à un ukulélé et non à une guitare. »

— (Pat Monahan)

## Composition
Hey, Soul Sister est une chanson pop à tempo moyen. Écrite dans la tonalité de Mi majeur le tempo est fixé dans une signature rythmique de 4/4 et avance à 97 battements par minute.
La chanson est caractérisée par un motif joué au ukulélé, qui suit une progression basique  Mi5 – Si – Do bémol mineur – La dans le couplet, la dernière partie de la chanson et le bridge qui change en une progression La – Si – Mi5 – Si pendant le refrain. La structure des accords de la chanson est arrangée dans une forme A B A B A B A. Il a un rythme proche des chansons du groupe Mr. Mister.
Au niveau des paroles, Stafford a admis que l'inspiration de la chanson est venue quand Monahan imaginait comment le festival Burning Man pouvait être, et il a commencé à écrire des paroles qui lui sont inspirées par les images qu'il a vues:

« L'histoire des paroles, j'ai entendu Pat en parler dans des interviews. Il a toujours entendu parler de Burning Man. Quelque part dans le désert de Reno au Nevada, ils le font chaque année. C'est cette ville entière dans le désert qui se construit pour un festival qui se produit chaque année. Ils construisent un grand homme en bois et à la fin de la fête, ils le brûlent. Pat n'est jamais allé à Burning Man, mais il avait une image dans la tête de ce que ça doit être. Toutes ces belles femmes qui dansent autour du feu. C'est l'image qu'il évoquait quand il a écrit les paroles de Hey, Soul Sister. C'est très important. Des milliers et des milliers de gens y vont chaque année. Ils courent tout nus et je pense que c'est totalement fou. »

Monahan a, depuis, confirmé cela dans plusieurs interviews radios,.

## Clip vidéo
La vidéo a été tournée en face du Chango Coffee à l'angle de Morton Avenue et de Echo Park Avenue à Los Angeles en Californie
.

## Utilisations dans les médias
Train a chanté la chanson au Dick Clark's Rocking New Year Eve 2011 le 31 décembre 2010 et également dans l'émission Red Eye w/ Greg Gutfeld sur Fox News qui a été diffusée en début de matinée le 20 avril 2010. Ils ont également interprétés la chanson dans de nombreux talk-shows comme The Tonight Show with Jay Leno,Live with Regis and Kelly, The Ellen DeGeneres Show, Lopez Tonight, et The Howard Stern Show. Ils jouent aussi la chanson avant le Major League Baseball Home Run Derby 2010 sur ESPN. Samsung Electronics en Amérique du Nord a également utilisé la chanson pour promouvoir quelques-uns de leurs produits dont leurs télévisions 3D et leurs lave-lignes silencieux. Elle est également dans plusieurs séries télévisées comme Les Experts : Manhattan dans l'épisode Sans Famille, dans le premier épisode de Hellcats et dans Medium. Il a été également joué dans la série canadienne Les Vies rêvées d'Erica Strange dans le 11e épisode de la saison 3. La chanson a été jouée dans Dancing with the Stars de ABC le 4 mai 2010 et dans America's Got Talent le 21 juillet 2010.  Une reprise de la chanson est également interprétée par Munch's Make Believe Band qui est le spectacle d'animation des restaurants Chuck E. Cheese's. Les Dixie Chicks reprennent la chanson dans leur tournée de 2010 avec The Eagles. Glee reprend la chanson dans l'épisode la seconde saison du 30 novembre 2010 avec l'acteur Darren Criss qui chante en solo avec la Dalton Academy Warblers. Hey, Soul Sister est également reprise par la gagnante 2010 de X Factor Australia Altiyan Childs pour son premier album éponyme.
La chanson est également jouée par la Street Corner Symphony dans la seconde saison de l'émission télévisée The Sing-Off durant le second épisode consacré aux chansons de ces cinq dernières années.

## Liste des pistes
Single Australie
1. Hey, Soul Sister – 3:36

Autres versions
- Karmatronic Radio Edit – 3:40
- Karmatronic Club Mix – 6:45
- Karmatronic Instrumentale – 6:45
- Version Country – 3:37
- Version single – 3:35 (avec une légère différence d'instrumentation près de la fin)

## Ventes
Hey, Soul Sister débute à la 98e place du Billboard Hot 100 dans la semaine du 17 octobre 2009 et devient leur premier single classé en cinq ans (When I Look to the Sky de 2004 était leur dernière entrée dans le classement).
Dans la semaine du 30 janvier 2010, dans sa 16e semaine dans le classement Hot 100, Hey, Soul Sister passe de la 23e à la septième place grâce à une hausse des ventes de singles numériques de 81 % la semaine précédente et devient le second single de Train dans le top dix du classement. Il atteint la troisième place du Billboard Hot 100 dans la semaine du 10 avril 2010 soit leur position dans le classement à ce jour.
La chanson atteint la première place du classement Hot Digital Songs dans la semaine du 10 avril 2010 et reste à cette place pendant trois semaines.
En plus de revitaliser la carrière de Train dans leur pays natal, Hey, Soul Sister devient également un succès international puisqu'il est numéro un aux Pays-Bas et en Australie pendant sept et quatre  semaines respectives et devient également leur premier single numéro 1 en Irlande. Le single se classe à la deuxième position en Nouvelle-Zélande (leur meilleure position dans le pays à ce jour), et atteint la troisième place au Canada et en Belgique.  
Le 24 avril 2010, Hey, Soul Sister débute dans le UK Singles Chart à la 64e position ce qui en fait la première apparition du groupe dans le classement depuis She's On Fire qui avait atteint la 49e position en 2001. Le 2 mai 2010, le single entre dans le top 40 à la 36e position et a atteint depuis la 18e place. Il est resté dans le classement officiel pendant 21 semaines.
Le single se vend à 687 000 exemplaires en 2009 ce qui en fait la 131e chanson de cette année. Il se vend à 3 319 000 exemplaires de plus dans la première moitié de 2010 et quarante-deux semaines après sa sortie, il est encore à la 16e place du classement Hot 100. À la fin de décembre 2010, il s'est vendu à 4 310 000 exemplaires et devient la deuxième chanson la plus vendue de l'année en téléchargement.
BNA Records, un label country appartenant à Sony Music, sort la chanson dans une version country en juin 2010. Il débute à la 60e place dans les classements Hot Country Songs dans le classement du 10 juillet 2010.
Dans le numéro du 20 janvier de Billboard, Hey, Soul Sister a passé 22 semaines à la première place du classement Adult Contemporary.

## Classements et certifications
| Classement (2009-2010)          | Meilleure position |
| ------------------------------- | ------------------ |
| Australie                       | 1                  |
| Autriche                        | 4                  |
| Belgique (Fr.)                  | 5                  |
| Belgique (Néer.)                | 3                  |
| Canada                          | 3                  |
| Danemark                        | 8                  |
| Pays-Bas                        | 1                  |
| France                          | 15                 |
| France (Téléchargements)        | 10                 |
| Allemagne                       | 7                  |
| Hongrie (Diffusion)             | 1                  |
| Irlande                         | 1                  |
| Italie                          | 2                  |
| Nouvelle-Zélande                | 2                  |
| Norvège                         | 11                 |
| Roumanie (Diffusion)            | 45                 |
| Suède                           | 3                  |
| Suisse                          | 4                  |
| Europe                          | 3                  |
| Royaume-Uni                     | 18                 |
| États-Unis (Hot 100)            | 3                  |
| États-Unis (Country Songs)      | 52                 |
| États-Unis (Adult Contemporary) | 1                  |
| États-Unis (Pop Airplay)        | 3                  |
| États-Unis (Adult Pop Songs)    | 1                  |

| Classement (2010) | Position |
| ----------------- | -------- |
| Australie         | 4        |
| Canada            | 6        |
| Danemark          | 27       |
| Europe            | 30       |
| Allemagne         | 53       |
| Italie            | 13       |
| Pays-Bas          | 9        |
| Billboard Hot 100 | 3        |

| Pays             | Certificateur | Certification |
| ---------------- | ------------- | ------------- |
| Australie        | ARIA          | 5 × Platine   |
| Brésil           | ABPD          | Or            |
| Canada           | CRIA          | 2 × Platine   |
| Danemark         | IFPI          | Or            |
| Allemagne        | BVMI          | Or            |
| Italie           | FIMI          | Platine       |
| Nouvelle-Zélande | RIANZ         | Platine       |
| États-Unis       | RIAA          | 5 × Platine   |